# Грудінін Василь Семенович
Василь Семенович Грудінін (1913–1943) — сержант Робітничо-селянської Червоної Армії, учасник немецько-радянської війни, Герой Радянського Союзу (1943).

## Біографія
Василь Грудінін народився в 1913 році в Іваново-Вознесенську (нині — Іваново). Працював гравером на текстильній фабриці. У 1941 році у Грудінін був призваний на службу в Робітничо-селянську Червону Армію і направлений на фронт. До березня 1943 року гвардії сержант Василь Грудінін командував відділенням 78-го гвардійського стрілецького полку 25-ї гвардійської стрілецької дивізії 6 ї армії Південно-Західного фронту, служив в складі взводу гвардії лейтенанта Широнина. Відзначився в боях за визволення лівобережної частини України.
2 березня 1943 року Грудінін в складі взводу Широнина брав активну участь у відбитті атак танкових, механізованих і піхотних підрозділів противника біля залізничного переїзду на південній околиці села Таранівка Зміївского району Харківської області Української РСР. О 8 годині ранку після артобстрілу противник перейшов у наступ силами 25 танків і 15 бронетранспортерів. Грудінін підбив два танки, а коли третій впритул наблизився до переїзду, Грудінін кинувся на нього з гранатою, підірвавши його. Всього ж в тому бою взвод знищив 16 танків, штурмову гармату і понад 100 ворожих солдатів і офіцерів. Похований в братській могилі на місці бою.
Указом Президіума Верховної Ради СРСР від 18 травня 1943 року за «зразкове виконання бойових завдань командування на фронті боротьби з німецькими загарбниками і проявлені при цьому мужність і героїзм» гвардії сержант Василь Грудінін посмертно був удостоєний звання Героя Радянського Союзу. Також посмертно був нагороджений орденом Леніна.